# Seven de China
El Seven de China fue un torneo que fue parte de la Serie Mundial Masculina de Rugby 7 el año 2001 y 2002.
En 2001 se disputó en Shanghái, y el año siguiente en Beijing.

## Palmarés
| Año           | Campeón       | Marcador final | Subcampeón |
| ------------- | ------------- | -------------- | ---------- |
| Shanghái 2001 | Australia     | 19-12          | Sudáfrica  |
| Pekín 2002    | Nueva Zelanda | 41-14          | Sudáfrica  |

## Posiciones
Número de veces que las selecciones ocuparon cada posición en todas las ediciones.
| Equipo        | Campeón | 2º puesto |
| ------------- | ------- | --------- |
| Australia     | 1       |           |
| Nueva Zelanda | 1       |           |
| Sudáfrica     |         | 2         |